# La Placeta
La Placeta o simplemente Placeta es una localidad chilena ubicada en la Provincia del Huasco, Región de Atacama. De acuerdo a su población es una entidad que tiene el rango de  caserío. Esta localidad forma parte del Valle de El Tránsito, que antiguamente se conocía como Valle de los Naturales.

## Historia
Los antecedentes históricos de La Placeta son escasos. Su origen como asentamiento se remonta al período prehispánico. Durante la colonia, el lugar fue ocupado por comunidades indígenas del valle del Tránsito agrupadas en poblados.
Su nombre fue el utilizado en el período colonial para plazas o puntos de comercio o reunión.
De acuerdo a los relatos orales, en Placeta existía desde antes de 1850 la Fiesta de San Antonio en un Oratorio en casa de Avelino Espinoza. Allí tenía lugar la novena y la fiesta. La vigilia era celebrada con una procesión en la noche con antorchas. Los hombres no bebían vino durante la novena ni durante la fiesta, sin embargo una vez finalizada bebían durante tres días hasta quedarse totalmente borrachos.  A los jóvenes menores de 25 años no se les permitía beber. A esta fiesta concurrían los bailes religiosos de la localidad de El Solar.
Este Oratorio se derrumbó con el terremoto de 1922, fecha en la que se dejó de celebrar esta fiesta en esta localidad. Desde el año 1984 la fiesta de San Antonio se celebraba en  La Marquesa cada 13 de junio.

## Turismo
El principal atractivo de la localidad de La Placeta lo constituye el emplazamiento de casas al lado norte del Río El Tránsito, que para acceder se debe cruzar por un puente peatonal. Existe además un antiguo sendero o callejón vecinal que bordea el río y que lo une a la localidad de La Marquesa.
Existen en esta localidad varios predios de singular belleza debido a su ambiente rústico.

## Accesibilidad y transporte
La localidad de La Placeta se ubica al interior del poblado de Alto del Carmen con El Tránsito, muy próximo a la localidad de La Marquesa.
Existe transporte público diario a través de buses de rurales desde el terminar rural del Centro de Servicios de la Comuna de Alto del Carmen, ubicado en calle Marañón 1289, Vallenar.
Si viaja en vehículo propio, no olvide cargar suficiente combustible en Vallenar antes de partir. No existen puntos de venta de combustible en la comuna de Alto del Carmen.
A pesar de la distancia, es necesario considerar un tiempo mayor de viaje, debido a que la velocidad de viaje esta limitada por el diseño del camino. Se sugiere hacer una parada de descanso en el poblado de Alto del Carmen para hacer más grato su viaje.
El camino es transitable durante todo el año, sin embargo es necesario tomar precauciones en caso de eventuales lluvias en invierno.

## Alojamiento y alimentación
En la comuna de Alto del Carmen existen pocos servicios de alojamiento formales en Alto del Carmen y en Chanchoquin, se recomienda hacer una reserva con anticipación.
En La Placeta no hay servicios formales de Camping, sin embargo se puede encontrar algunas facilidades para los campistas en los alrededores.
Los servicios de alimentación son escasos, existiendo en Alto del Carmen, Chanchoquín y en El Tránsito algunos restaurantes.
En muchos poblados como Marquesa y El Tránsito hay pequeños almacenes que pueden facilitar la adquisición de productos básicos durante su visita.

## Salud, conectividad y seguridad
Marquesa cuenta con servicio de electricidad, iluminación pública y red de agua potable rural.
En el poblado de Alto del Carmen existe un Reten de Carabineros de Chile y un Centro de Salud Familiar dependiente del Municipio de Alto del Carmen.
Marquesa cuenta con servicio de teléfonos públicos rurales, y con señal para teléfonos celulares.
El Municipio cuenta con una red de radio VHF en toda la comuna en caso de emergencias, incluyendo Marquesa.